# Liste der Monuments historiques in Villars-en-Azois
Die Liste der Monuments historiques in Villars-en-Azois führt die Monuments historiques in der französischen Gemeinde Villars-en-Azois auf.

## Liste der Immobilien
| Bezeichnung                 | Beschreibung                                       | Standort                          | Kennzeichnung | Schutzstatus | Datum | Bild           |
| --------------------------- | -------------------------------------------------- | --------------------------------- | ------------- | ------------ | ----- | -------------- |
| Château de Villars-en-Azois | aus 18. Jahrhundert; mit Rundturm, 16. Jahrhundert | Rue de la Division-Leclerc (Lage) | PA00079269    | Inscrit      | 1988  | weitere Bilder |

## Liste der Objekte
| Bezeichnung                         | Beschreibung            | Standort                                     | Kennzeichnung | Schutzstatus | Datum | Bild |
| ----------------------------------- | ----------------------- | -------------------------------------------- | ------------- | ------------ | ----- | ---- |
| Skulptur eines musizierenden Engels | aus dem 18. Jahrhundert | in der Kirche St-Félix-et-St-Augebert (Lage) | PM52002038    | Inscrit      | 2013  |      |